# Peugeot 308
El Peugeot 308 es un automóvil de turismo del segmento C producido por el fabricante francés Peugeot desde finales de 2007. Es para cinco plazas con tracción delantera y motor delantero transversal. Además es el primer Peugeot que repite el último número, y no será el último, porque desde este Peugeot, continuará con el 8 en todos sus nuevos modelos.
Su segunda generación fue elegido Coche del Año en Europa en 2014.
El Peugeot 308 cuenta con una versión sedán, el Peugeot 408, que solamente se vende en China y Sudamérica.

## Primera generación (2007-2013)

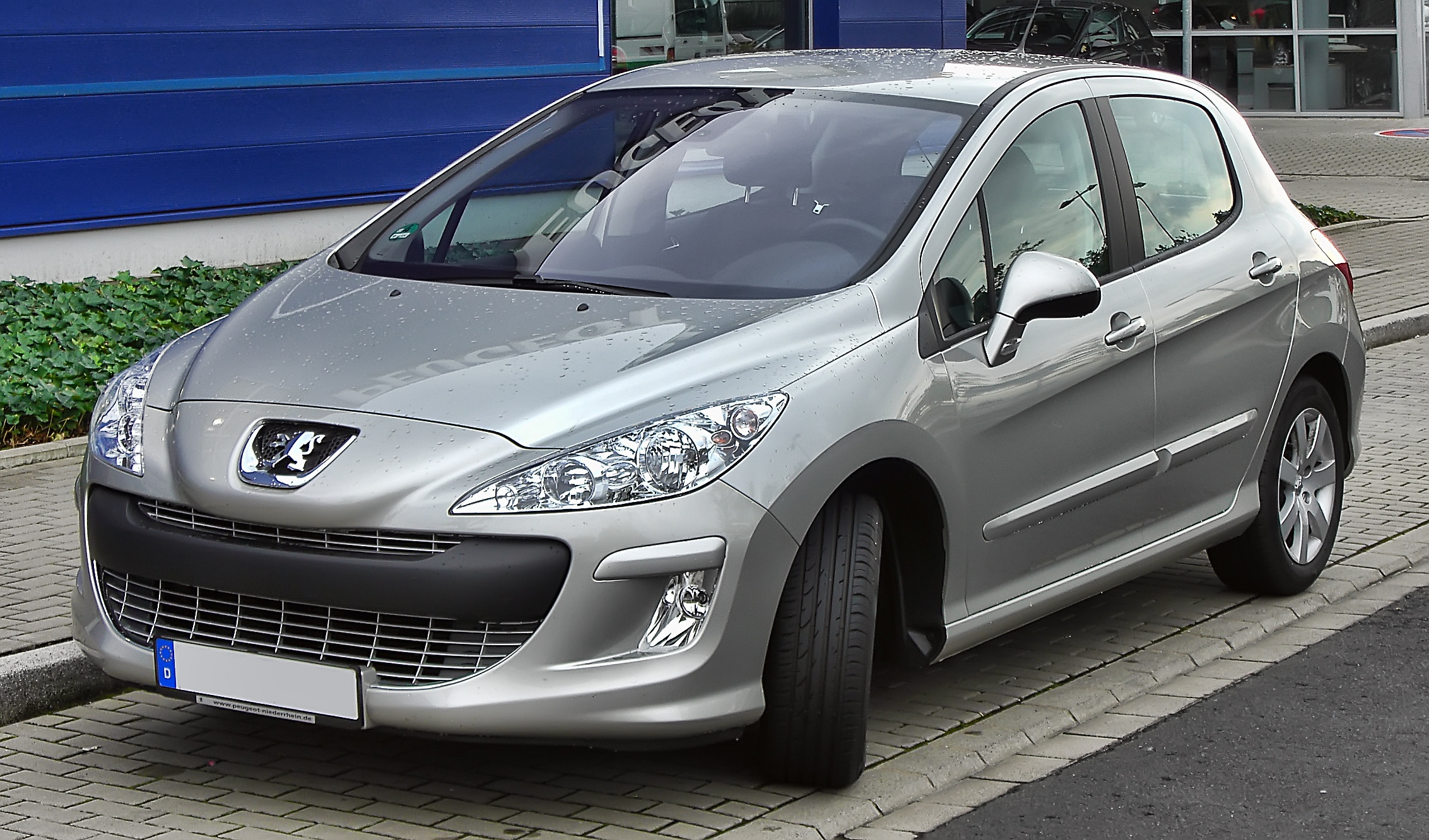
En agosto de 2008

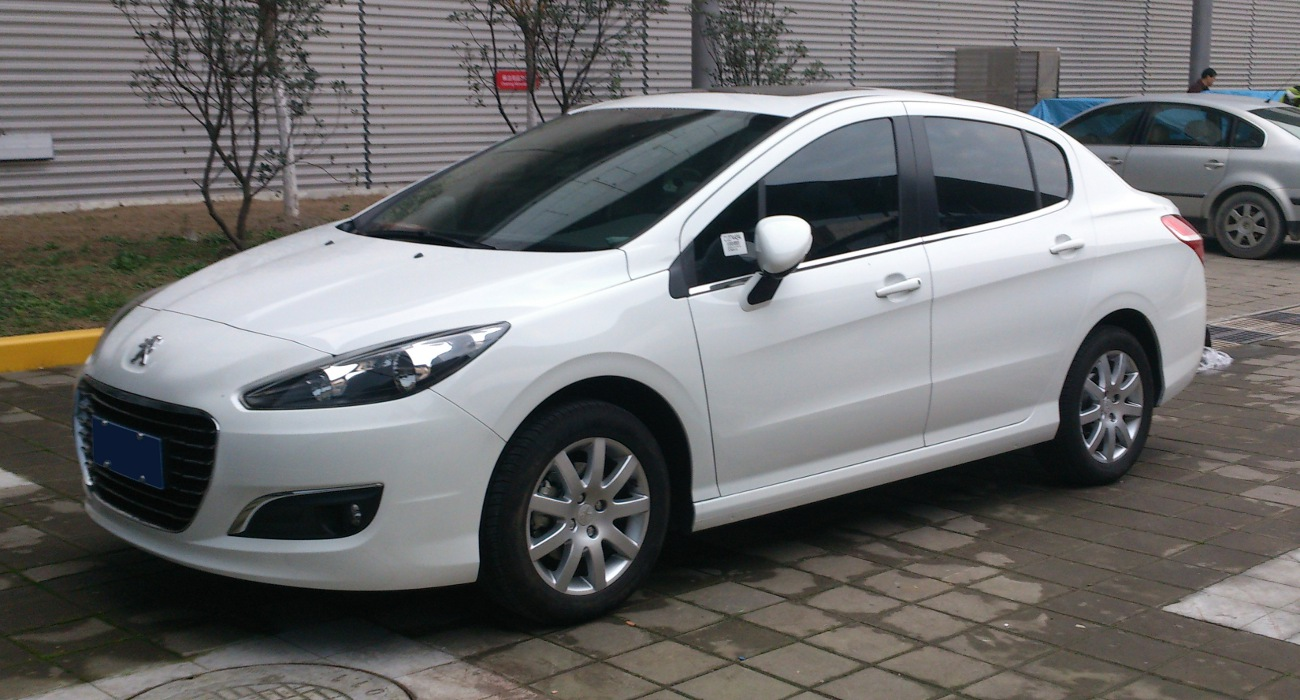
Sedán en China en 2013

La primera generación del 308 se comenzó a comercializar en el año 2007. Su plataforma está emparentada con la del Peugeot RCZ, también la del Peugeot 307, su predecesor y la del Citroën C4 de primera generación. El modelo se fabrica en Francia para el mercado europeo, en Argentina para el mercado americano y en China y Rusia para los mercados locales.
El 308 se ofrece con carrocerías hatchback de tres o cinco puertas, en carrocería descapotable llamada 308 CC (Coupé Cabriolet) y familiar de cinco puertas llamada 308 SW.
En el año 2009, Peugeot desarrolló un sedán de cuatro puertas basado en el 308, no disponible en Europa. Sin embargo este modelo no fue bautizado con este nombre, siendo denominado como Peugeot 408. Este modelo, es tomado como el reemplazante de la variante sedán del Peugeot 307. El motivo de la elección de este nombre para el vehículo, tiene un fin comercial, respondiendo de esta manera al tándem Renault Mégane III-Renault Fluence y contra el que rivaliza directamente.

### Motorizaciones
Todas las motorizaciones del 308 de la primera generación eran de cuatro cilindros en línea y cuatro válvulas por cilindro, y se utilizan en numerosos modelos del Groupe PSA. Los de gasolina un 1.4 litros con inyección indirecta de 98 CV de potencia máxima, un 1.6 litros con inyección indirecta de 120 CV y un 1.6 litros con inyección directa, turbocompresor e intercooler, el THP de 150 o 174 CV. Desde mediados del año 2010 montó el THP 200 con 200 CV y 275 nm de par en su versión GTi que con esta motorización puede acelerar de 0 a 100 kilómetros por hora en 7,7 segundos y alcanzar los 237 kilómetros por hora de velocidad final. El THP 200 es el mismo motor que monta el RCZ de Peugeot. Los 1.6 litros gasolina fueron desarrollados en conjunto con BMW y utilizados en los Mini de última generación.
Los diésel de la primera generación fueron 1.6 litros de 90 o 109 CV de potencia máxima, y un 2.0 litros de 136 CV y 140 CV. A lo largo del 2010, se introdujo el turbodiésel 1.6 de 112cv y sistema start-stop y el 1.6 de 115cv además del 2.0 de 150 y 163 CV, todos ellos con inyección directa common-rail, intercooler y turbocompresor de geometría variable, salvo el menos potente, que lo tiene de geometría fija.
El motor de 1.6 litros con combustión de gasolina y 120 cv fue sin lugar a dudas el peor motor de la casa francesa con unos defectos de fábrica que jamás fueron rectificados y que hicieron que casi todas la unidades de este modelo fueran al desguace con pocos años de rodaje y generaría millones de críticas del mundo del motor y lo afianzaria como el peor motor jamás construido por Peugeot.

### Seguridad
Al Peugeot 308, le han sido otorgadas las 5 estrellas sobre 5, en las pruebas de choque de la Euro NCAP en la versión Hatchback:
82 % En la seguridad para los pasajeros delanteros, 81 % en la seguridad para los pasajeros traseros, 53 % en la seguridad de peatones y el 97 % en la asistencia a la seguridad.
La versión descapotable del 308, también consiguió las 5 estrellas en Euro NCAP:
83 % en la seguridad para los pasajeros delanteros, 70 % en la seguridad para los pasajeros traseros, el 33 % en la seguridad para peatones y el 97 % en la asistencia a la seguridad.[cita requerida]

### Rediseño

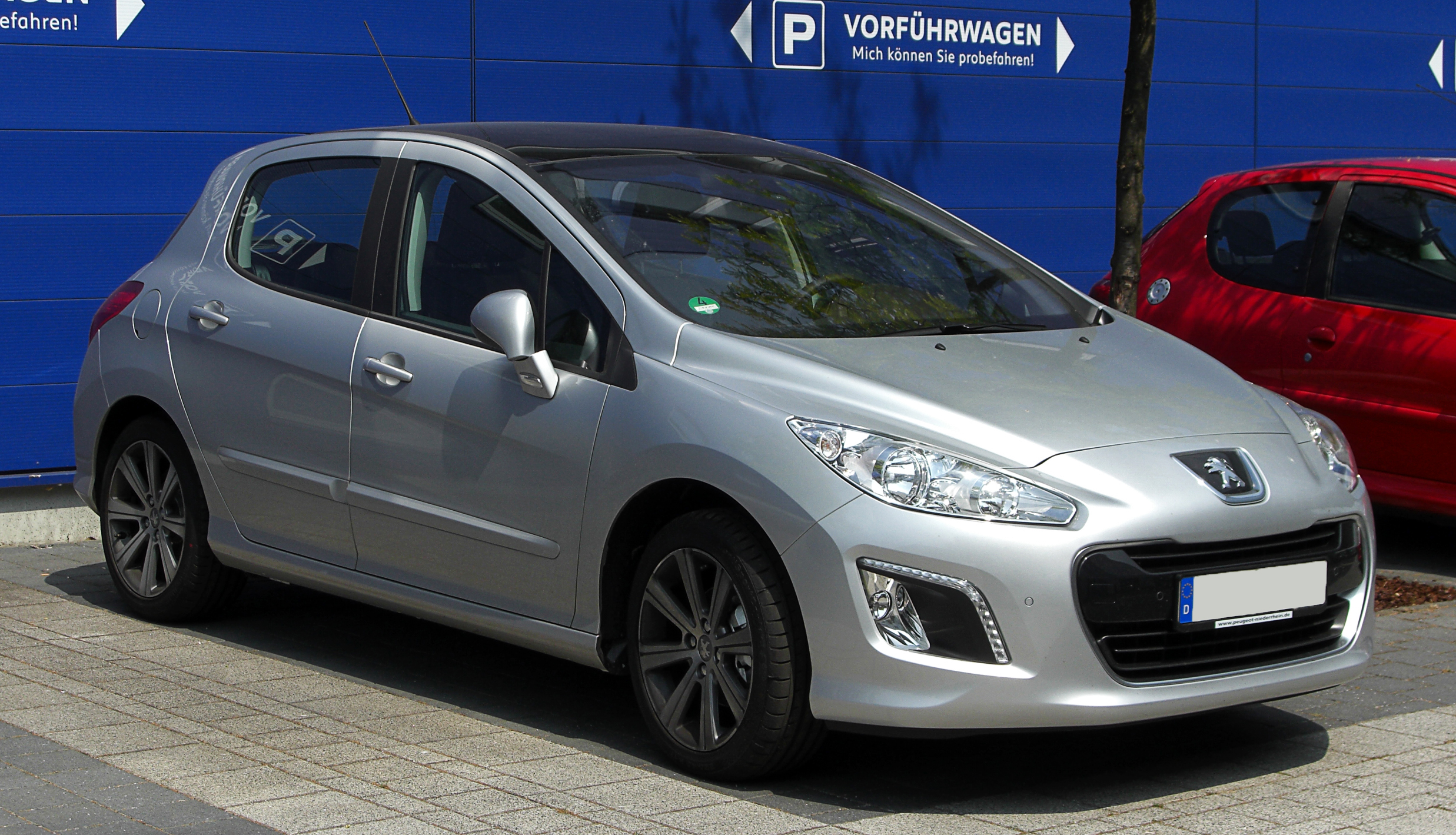
Rediseño del hatchback 5 puertas en Düsseldorf en marzo de 2011

En agosto de 2015, Peugeot Argentina introdujo al mercado un rediseño, que meses atrás había debutado en el marco del Salón del Automóvil de Buenos Aires.
La actualización estética afecto fundamentalmente al sector frontal, con unos nuevos grupos ópticos y una nueva parrilla, que incorporó en su interior al emblema de la marca, que con anterioridad se ubicaba sobre el cofre. En el habitáculo en tanto, estrenó un nuevo sistema de información y entretenimiento que integró a su pantalla táctil en la consola central.
En cuanto a su mecánica, junto con el rediseño incorporó una nueva transmisión manual de seis marchas, al mismo tiempo que la transmisión automática Tiptronic, que también es de seis relaciones, incorporó dos modalidades de operación, una de ellas para privilegiar la deportividad, a la cual denominaron Sport y la segunda de ellas denominada Eco, que pone el énfasis en el ahorro de combustible.

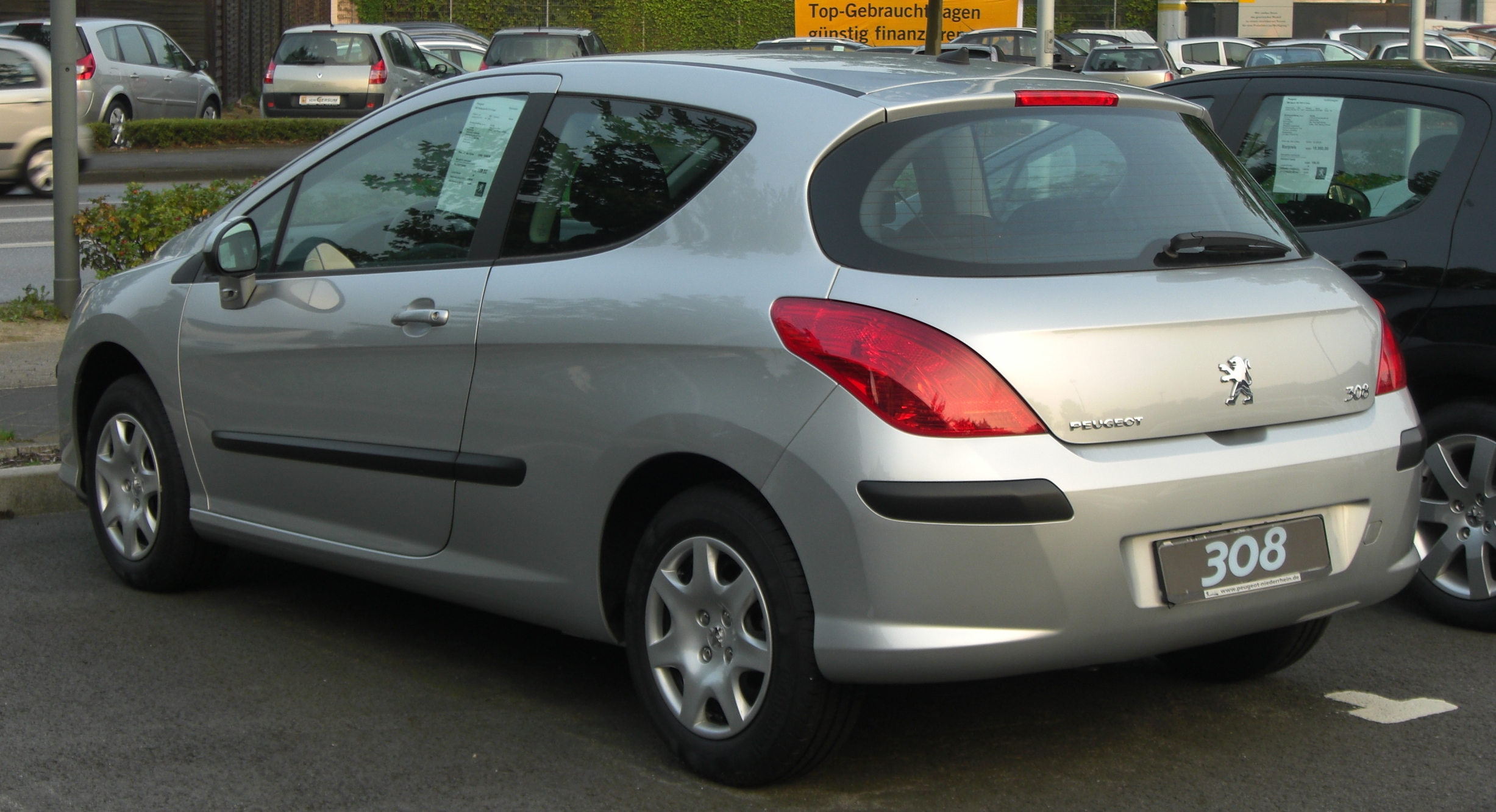
Vista trasera del hatchback de 3 puertas
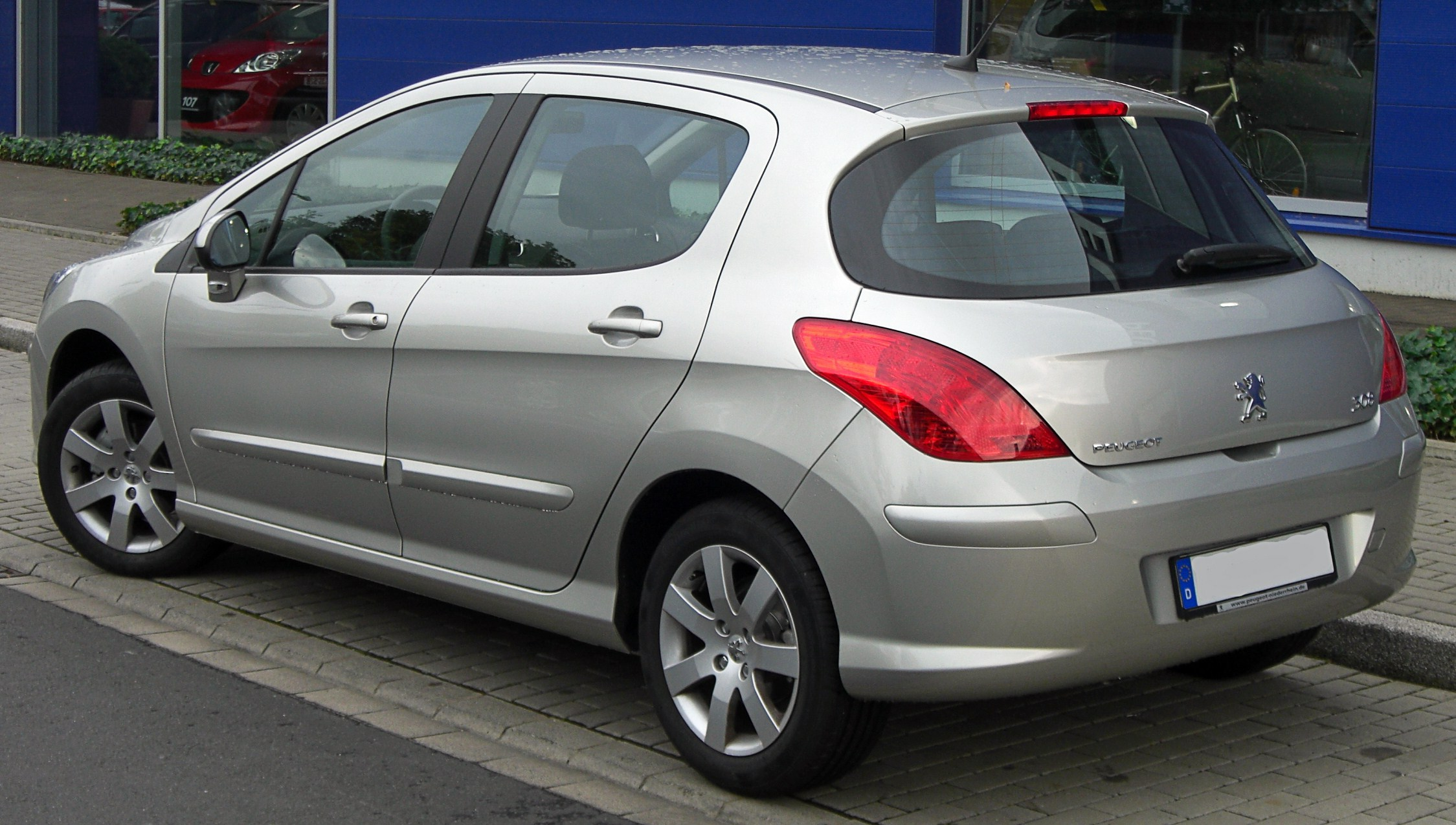
Vista trasera del hatchback de 5 puertas
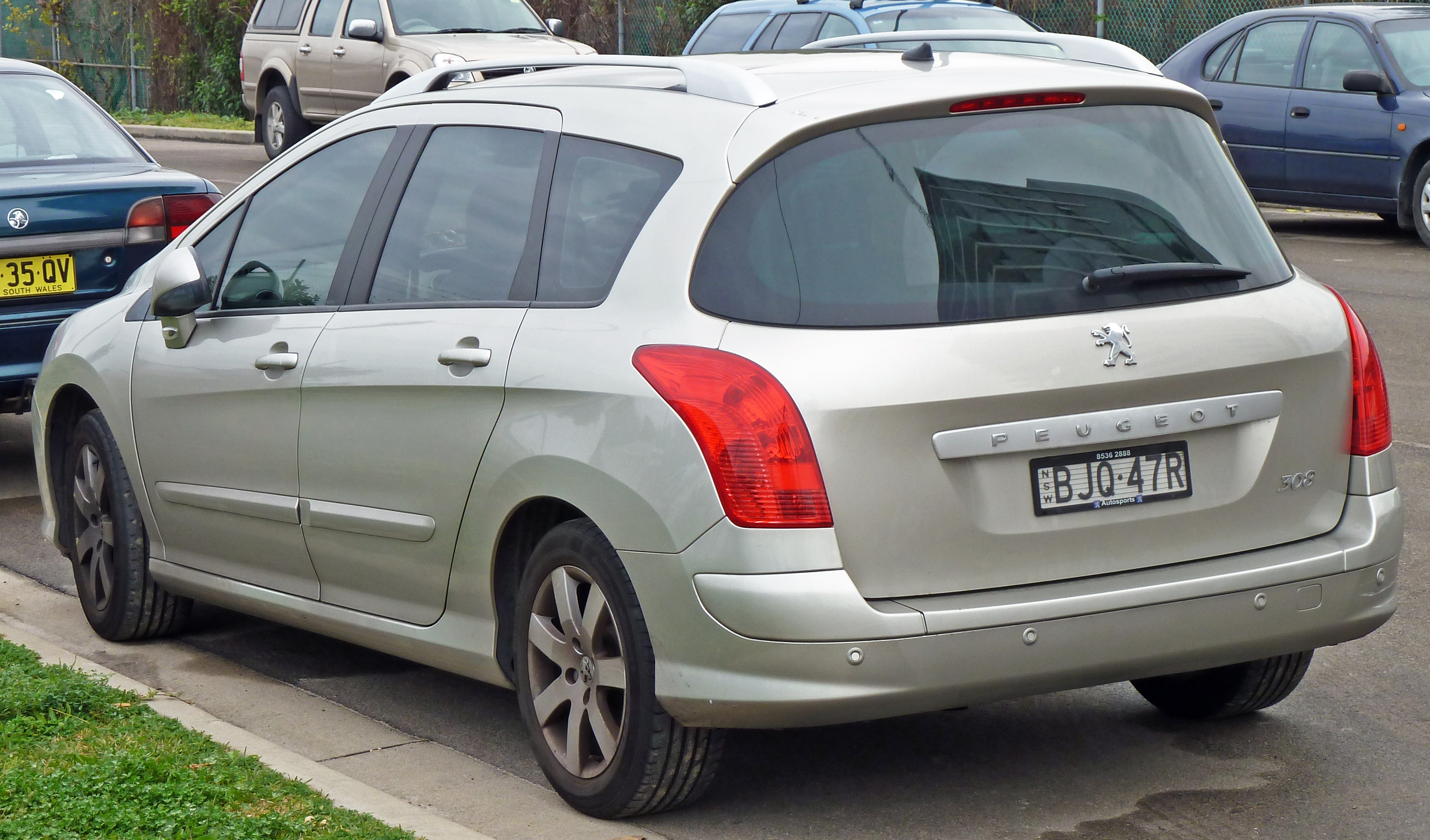
XSE Touring familiar de 2008-2010
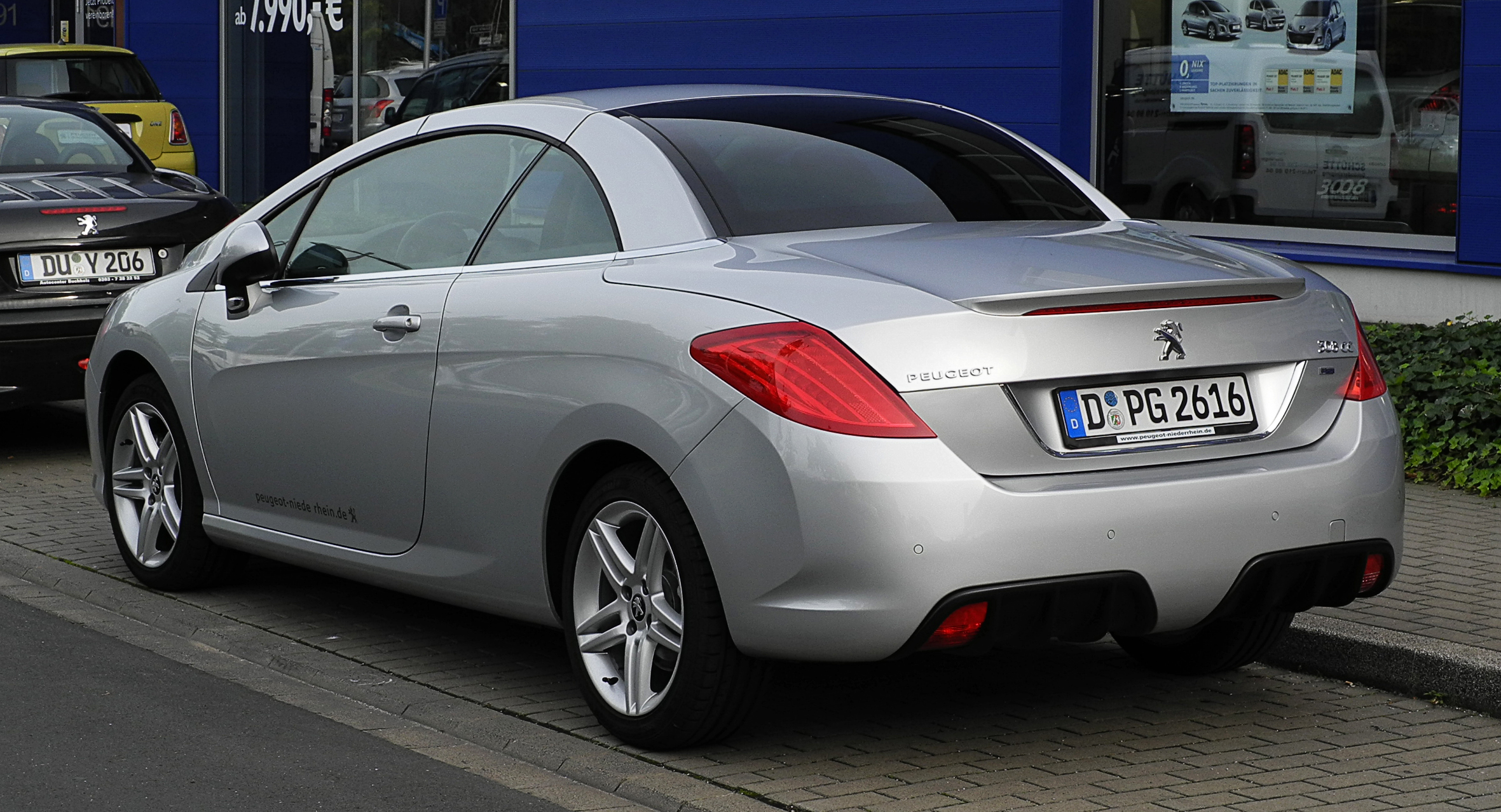
Vista trasera del rediseño del 308 CC e-HDi FAP 110 Stop & Start Active en Düsseldorf en septiembre de 2011

## Segunda generación (2013-2021)

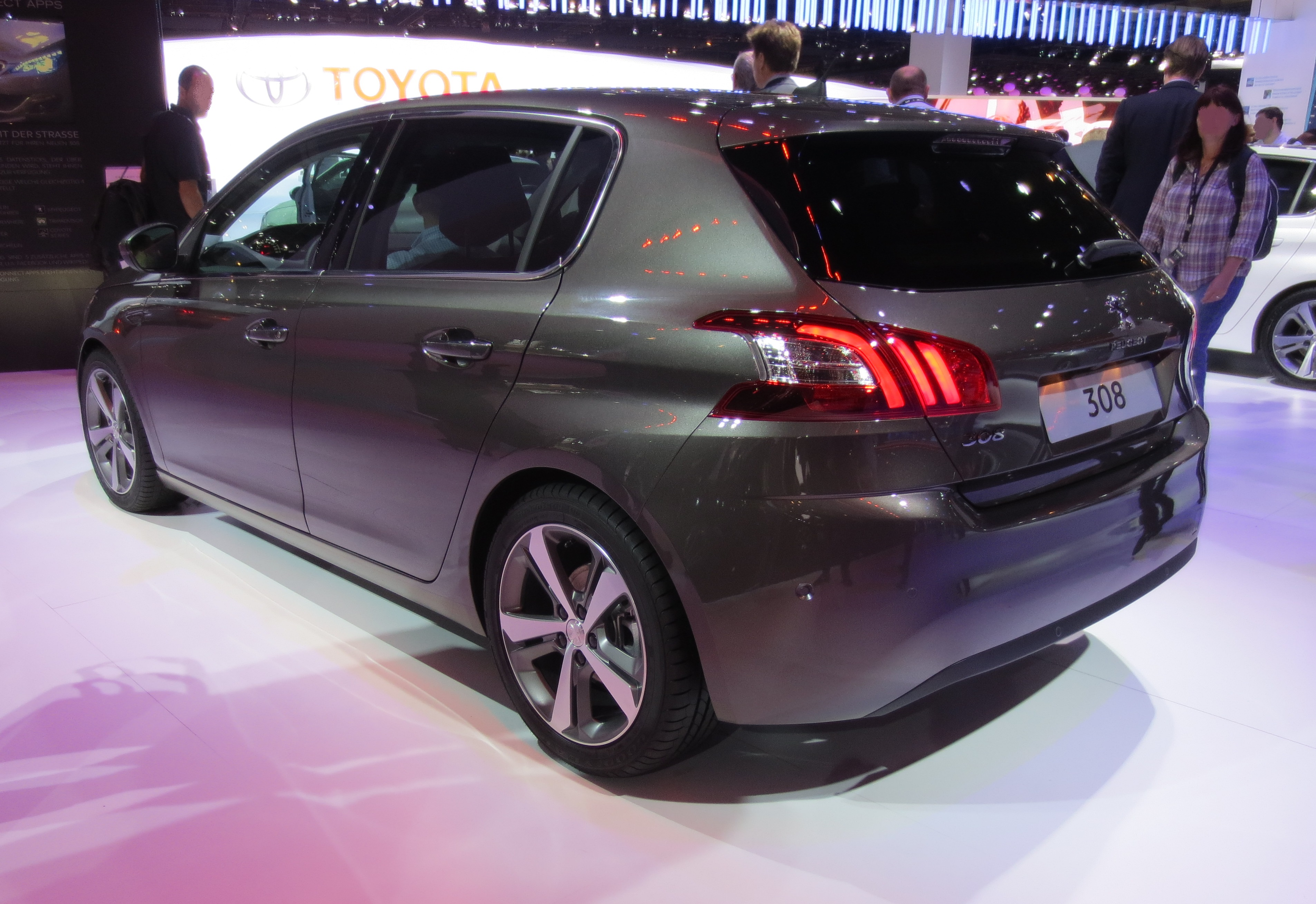
Vista trasera del Mk2 de 2013

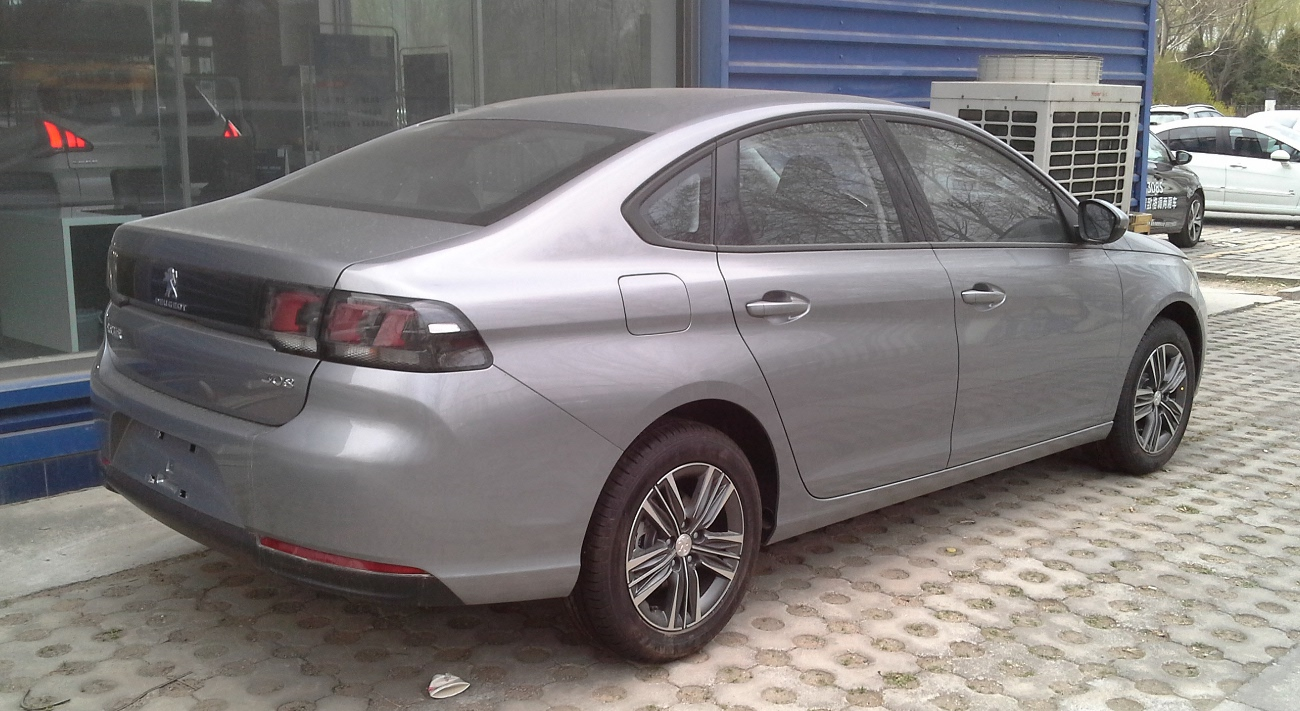
Sedán en China en marzo de 2017

Peugeot decidió continuar la numeración terminada en 8 para sus modelos de alta gama. El primer modelo en repetir denominación será el 308 de segunda generación. Se presentará al público en el Salón del Automóvil de Fráncfort de 2013, y su venta en España empezará en octubre. Utilizará la plataforma del Citroën C4 Picasso de segunda generación y otros modelos del segmento C del Groupe PSA, además junto al 208, el 308 II, tienen una calidad de material más selecta.
Gracias a la nueva plataforma EMP2, en esta segunda generación del modelo 308, han conseguido un ahorro de peso respecto a la primera generación del año 2007, con esta reducción de peso han conseguido que el consumo se reduzca en un 22 % con respecto al de primera generación, y que las emisiones de CO2 también se resten en un 25 % con respecto al de primera generación.
La reducción de peso, también se debe a que la altura sea más baja, con 4,7 cm menos y que mida 2 cm menos que la antigua generación.
En la segunda generación, el tope de gama fue la versión GTi by Peugeot Sport, preparada por el departamento de competición de la marca Peugeot Sport, teniendo dos versiones, una con 250 CV, y otra mejorada con 270 CV.

### Carrocerías
El 6 de diciembre de 2013, se hicieron públicas las imágenes de la variante SW y se presentara en el Salón del Automóvil de Ginebra de 2014. Según las especificaciones oficiales y no tendrá la opción de una tercera fila de asientos. También hay cambios en la estética; lo más notable son las ópticas traseras.
La versión sedán del 308 se presentó en el Salón del Automóvil de Pekín de 2016 y se comenzó a comercializar en China a fines de ese año.

### Seguridad
Al Peugeot 308 le han sido otorgadas las 5 estrellas sobre 5, en las pruebas de choque de la Euro NCAP, en la versión Hatchback:
92 % en la seguridad para los pasajeros delanteros, 79 % en la seguridad para los pasajeros traseros, 64 % en la seguridad de peatones y el 81 % en la asistencia a la seguridad.

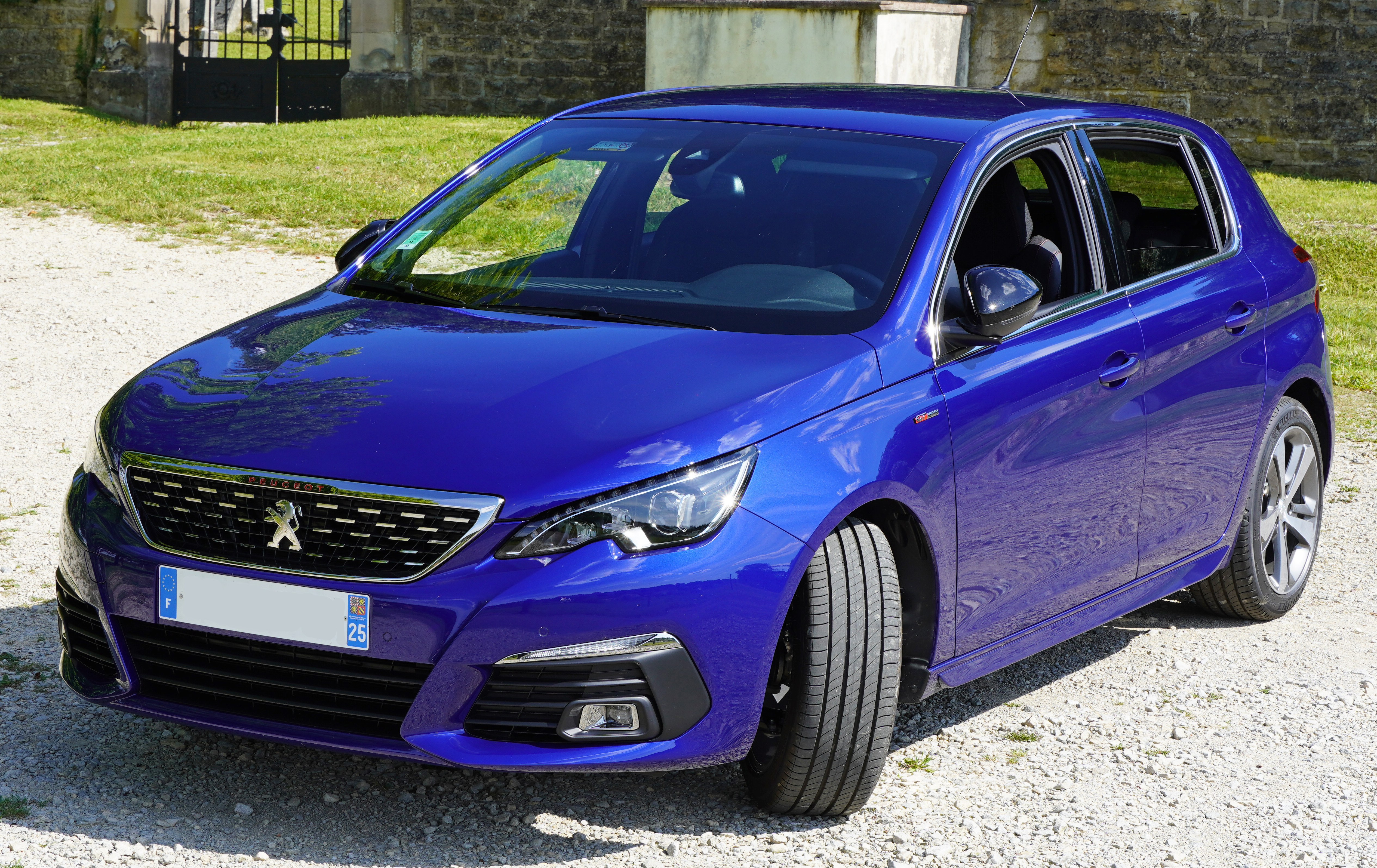
308 II de 2020
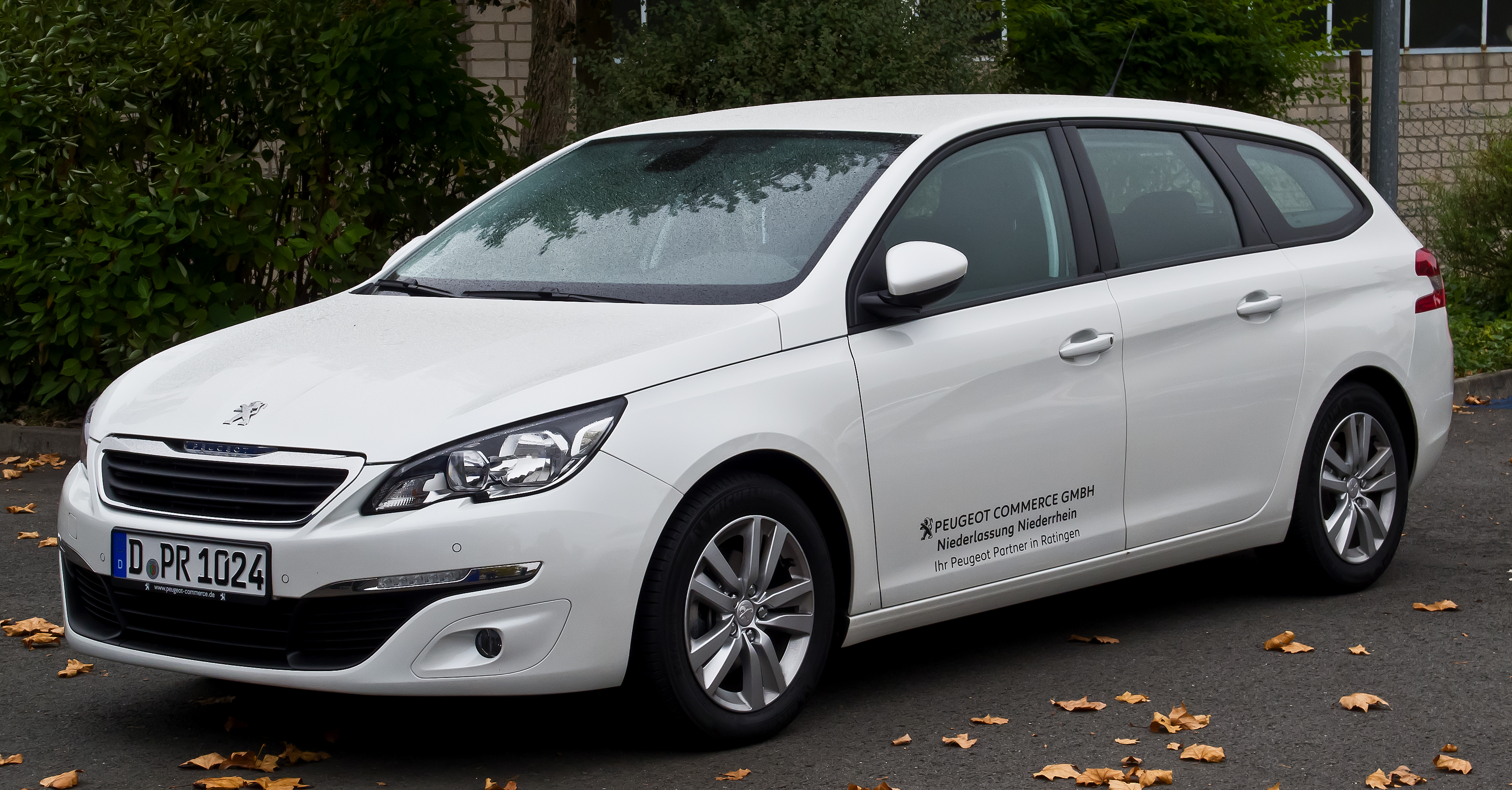
SW 130 e-THP Active en Ratingen en octubre de 2014
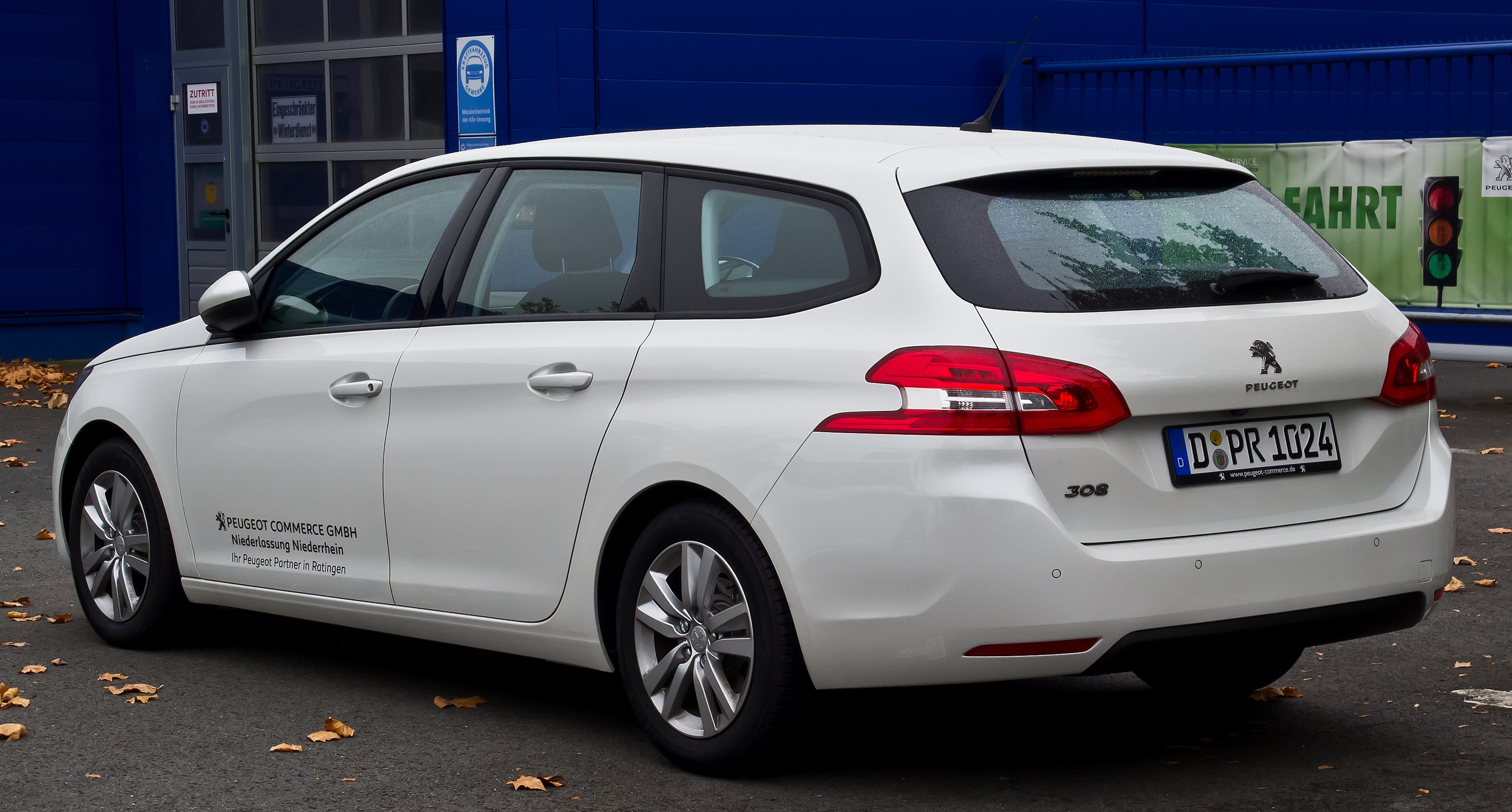
Vista lateral-trasera

## Tercera generación (2021-presente)

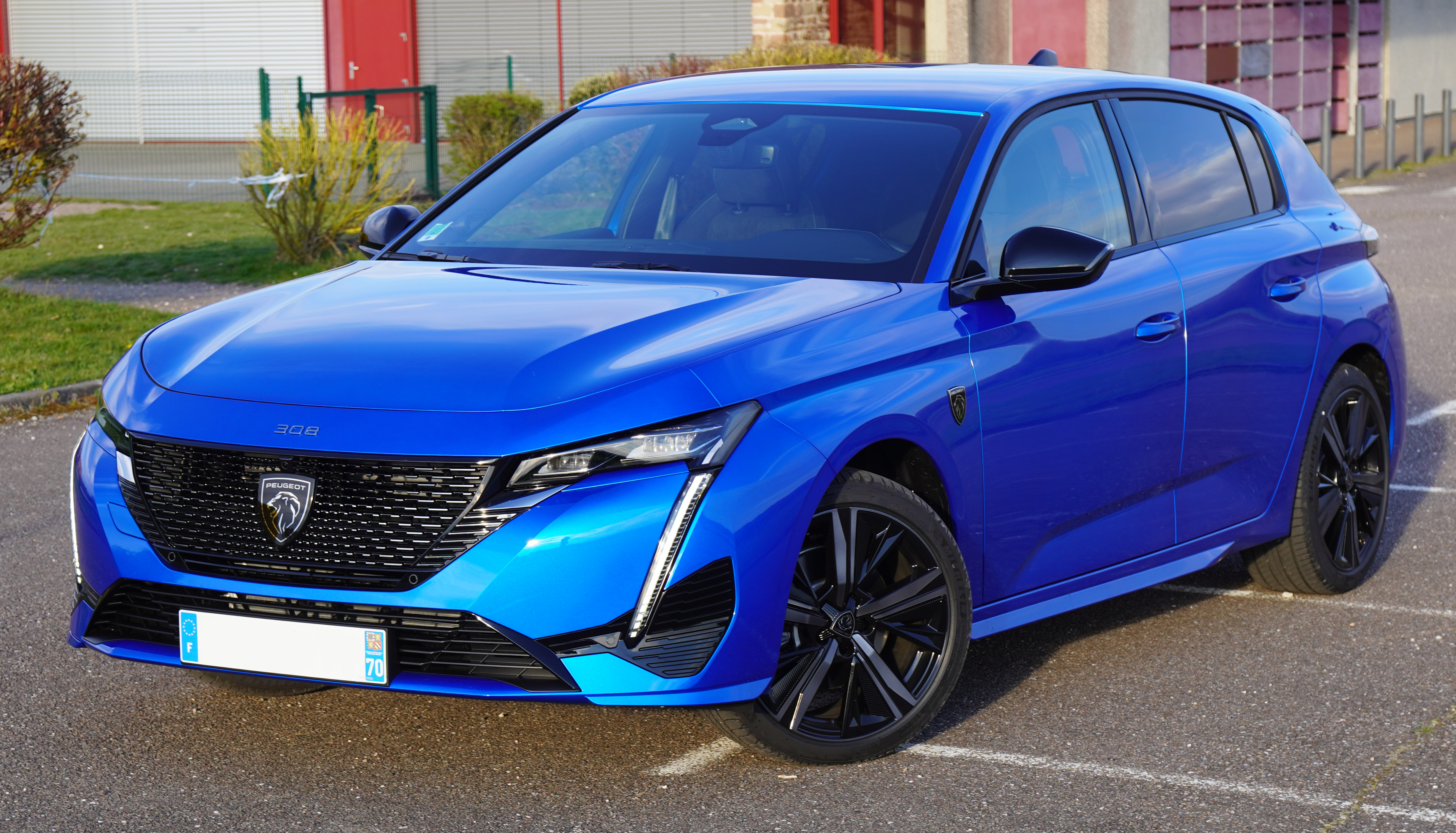
308 III de 2022

La tercera generación del 308 se presentó el 18 de marzo de 2021 y se lanzó en mayo de 2021. El vehículo se basa en la tercera generación de la plataforma EMP2, que hizo que su distancia entre ejes creciera en 55 mm (2,17 pulgadas). Peugeot también ha reducido su altura en 20 mm (0,8 pulgadas) para crear una silueta más elegante y lograr un coeficiente de arrastre menor que 0.28. También es el primer vehículo en llevar el nuevo logo de Peugeot. Entró en producción el 29 de septiembre de 2021 y salió a la venta el mismo día.
Todas las variantes del 308 de tercera generación están equipadas con faros LED complementados con luces diurnas LED verticales. Estos faros incorporan la tecnología Peugeot Matrix LED en las variantes GT y GT Premium. También está equipado con el paquete Drive Assist que agrega control de crucero adaptativo con sistema stop-start, asistencia de mantenimiento de carril, cambio de carril semiautomático, recomendación de velocidad anticipada y adaptación de velocidad en curva. Otras características que se ofrecen como estándar u opcional son monitoreo de punto ciego de largo alcance, asistencia de estacionamiento con vista envolvente de 360 grados con cuatro cámaras, calefacción para el parabrisas y el volante y una función de llamada electrónica + llamada de emergencia.[cita requerida]
Se ofrecerá como híbrido por primera vez y producirá 180 CV (178 HP; 132 kW). La versión de 225 CV (222 HP; 165 kW), tomada de Peugeot 508 y Peugeot 3008, también estará disponible en la versión GT.
La versión guayín se lanzó en junio de 2021. En 2023 se lanzaría una versión crossover llamada Peugeot 308 cross. También un 308 cabrio

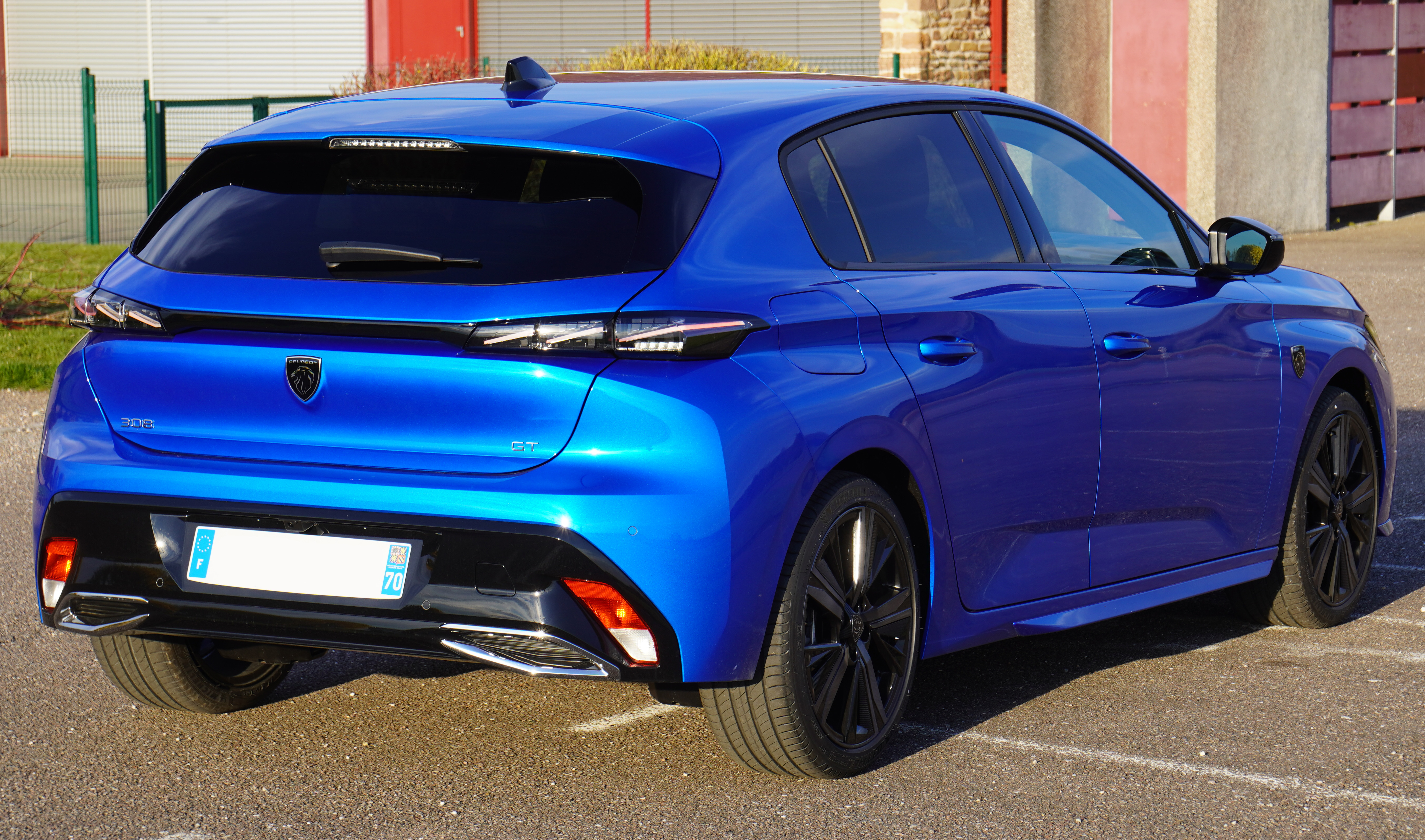
Hatchback (Rear)
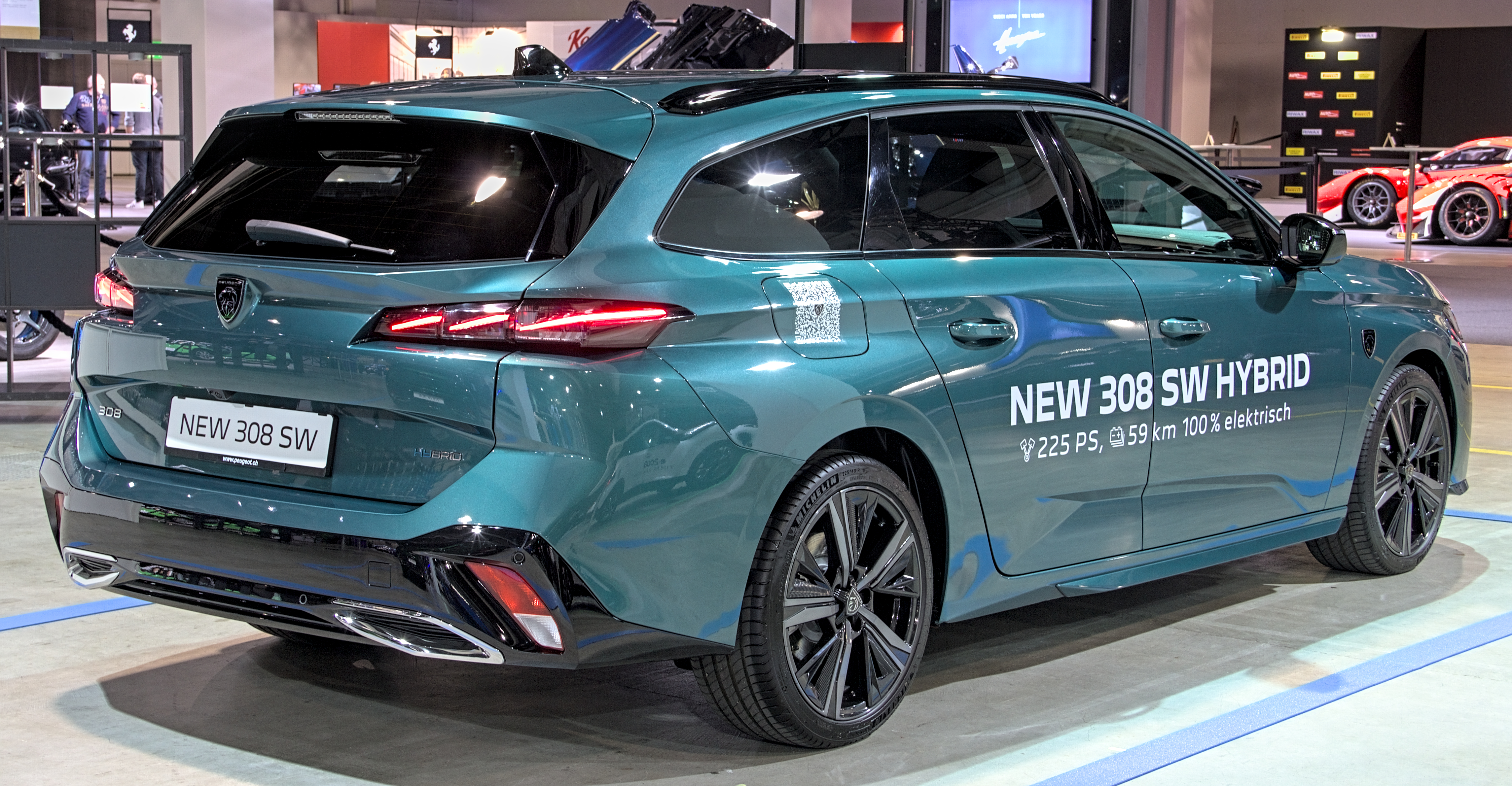
SW (Rear)
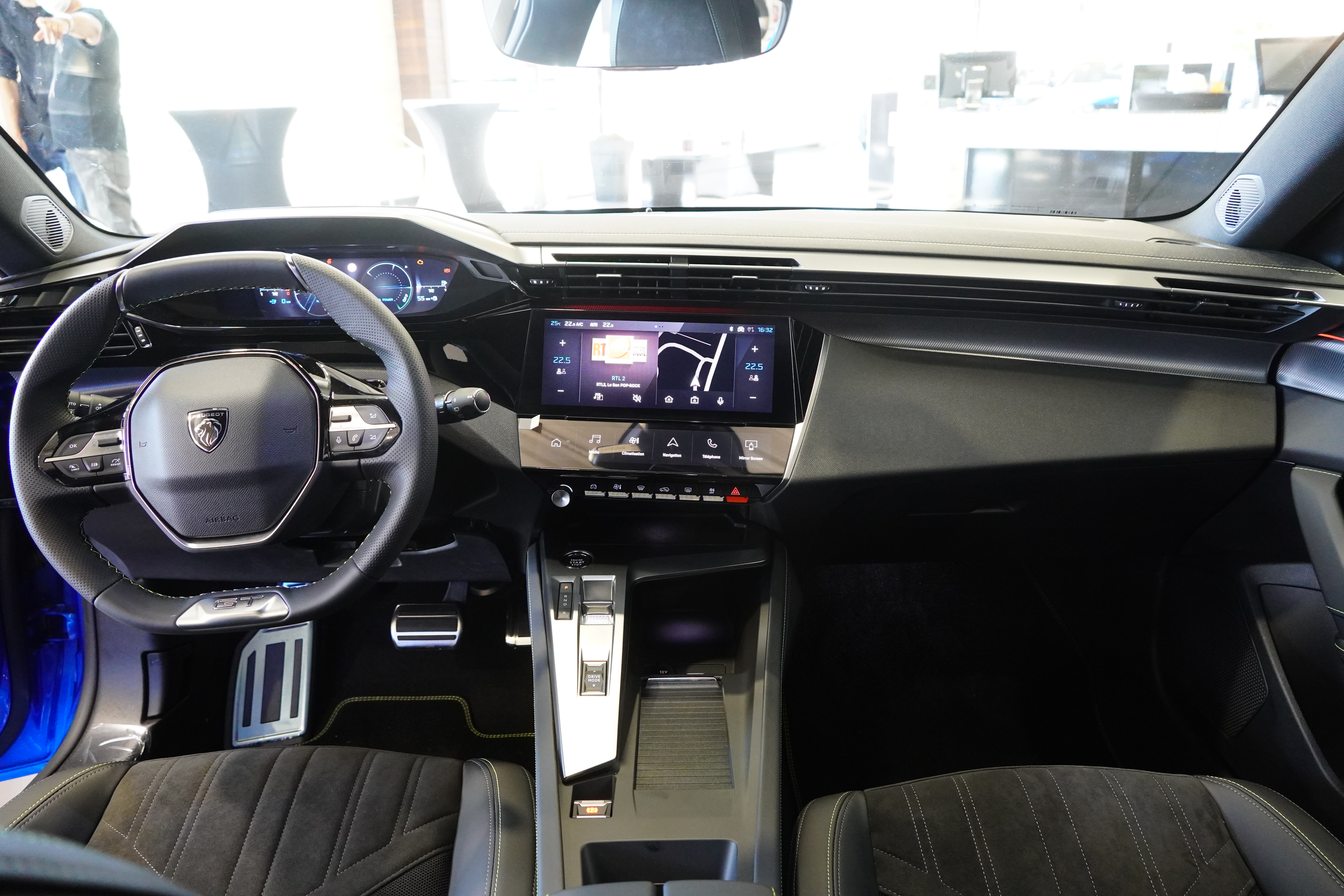
Interior